# Leo-Stichting
Leo-Stichting is een buurtschap in de Nederlandse gemeente Berkelland, twee kilometer ten zuiden van Borculo. De buurtschap is ontstaan rondom een rooms-katholiek jeugdinternaat dat de naam droeg van Leo-Gesticht, of later ook wel Klein-Borculo en nadien Groot Emaus Borculo.

## Geschiedenis
Landgoed De Drietelaar stond aan de basis van de buurtschap. Dit landgoed, in eigendom van de familie Van Eyll, werd in 1773, na het overlijden van Wessel van Eyll, overgedragen aan de rooms-katholieke kerk. Deze nam het hoofdgebouw in gebruik als kerk. Rond 1898 werd het landgoed een opvangplaats en opvoedingsgesticht voor jongens die niet langer thuis konden wonen. De naam was toen 'Leo-Gesticht'. Het stond onder leiding van fraters uit Utrecht. Tot in de jaren 1980 bleef dit internaat bestaan. Het bestond naast woongebouwen voor de pupillen en de fraters uit scholen voor lager technisch onderwijs, tuinbouw, en ivo/mavo. Verder waren er een kapel en fratertuin, een boomgaard, zwembad, voetbalveld en bos. In de tachtiger jaren werd het een justitiële inrichting, nog steeds voor jongeren die om uiteenlopende redenen niet thuis konden wonen.

## Latere gebruikers
Hoewel verschillende organisaties door de jaren heen Leo-Stichting hebben bestuurd, was het meer dan honderd jaar een internaat waar jongeren werden opgevangen. Het is na de fraters een periode een inrichting voor jeugd-tbs geweest. Als Intermetzo Commujon was het een internaat waar zowel jongens als meisjes werden opgevangen. Daarna werd het onder de paraplu van de organisatie 's Heeren Loo onder de naam Kwadrant Middelrode/Groot Emaus een zorginstelling voor jongeren tussen de 12 en 23 jaar met een lichte verstandelijke beperking en ernstige gedragsproblemen. In 2015 sloot deze zorginstelling in verband met bezuinigingen. Ook zorginstelling Vivence (ZSV) had een gebouw op het terrein dat in 2016 haar deuren sloot. Vanaf oktober 2015 werden in enkele gebouwen 130 alleenstaande minderjarige vreemdelingen (amv) opgevangen en begeleid. Dit gebeurde door het Centraal Orgaan opvang asielzoekers (COA) onder de naam LEO campus, waarbij LEO staat voor leren en ontwikkelen.

## Seksueel misbruik
Binnen de Leo-Stichting heeft veel misbruik plaatsgevonden. Zowel A. Pilgrim in zijn boek Weeskind als onderzoeksjournalist J. Dohmen in zijn boek Vrome zondaars schrijven uitgebreid over de Leo-Stichting, die in de tijd dat het misbruik speelde werd beheerd door de Congregatie van de fraters van Utrecht, een organisatie van lekenbroeders in de Rooms-Katholieke Kerk.
In het rapport van de commissie-Deetman worden eenendertig afzonderlijke gevallen van seksueel misbruik in het LEO-Gesticht vermeld.
Hoofdplaats: Borculo       Dorpen: Beltrum · Eibergen · Geesteren · Gelselaar · Haarlo · Neede · Noordijk · Rekken · Rietmolen · Ruurlo

Buurtschappen: Avest · Brammelerbroek · Brinkmanshoek · Broeke · De Bruil · Dijkhoek · De Haar · Heure · Heurne (deels) · Holterhoek · Hoonte · De Horst · Hupsel · Kisveld · Kulsdom · Leo-Stichting · Lintvelde · Lochuizen · Loo · Mallem · Nederbiel · Noordijkerveld · Olden Eibergen · Oosterveld · Overbiel · Respelhoek · Ruwenhof · Schependom · Spilbroek · Veldhoek (deels) · Waterhoek · Zwilbroek

Voormalige gemeenten: Beltrum · Borculo · Eibergen · Geesteren · Neede · Ruurlo